# Duje Krstulović
Dujam „Duje“ Krstulović (* 5. Februar 1953 in Split, Jugoslawien) ist ein ehemaliger jugoslawischer Basketballspieler, der 1978 Weltmeister und 1980 Olympiasieger war.

## Erfolge
Der 2,03 m große Power Forward Duje Krstulović spielte bei KK Split, war aber später im Ausland tätig. 
Bei der Basketball-Weltmeisterschaft 1978 in Manila gab es zunächst eine Finalrunde, in der die Jugoslawen ungeschlagen blieben. Die ersten beiden Teams der Finalrunde trafen im Finale aufeinander, Jugoslawien gewann gegen die Mannschaft der UdSSR mit 82:81 nach Verlängerung. Duje Krstulović kam in acht Spielen zum Einsatz und erzielte insgesamt 61 Punkte.
Zwei Jahre später gab es bei den Olympischen Spielen 1980 ebenfalls eine Finalrunde. Im Finale trafen die beiden besten Mannschaften der Finalrunde aufeinander. Die Jugoslawen besiegten die Italiener mit 86:77 Punkten. Krstulović wurde in drei Spielen eingesetzt und erzielte im Turnierverlauf sechs Punkte.